# Rickard Sandler
Rickard Johannes Sandler (Torsåken, 1884 – Stoccolma, 1964) è stato un politico svedese, esponente del Partito Socialdemocratico dei Lavoratori di Svezia.
Fu primo ministro della Svezia dal 1925 al 1926.